# Zalves pagasts
Zalves pagasts er en territorial enhed i Neretas novads i Letland. Pagasten havde 759 indbyggere i 2010 og omfatter et areal på 210,20 kvadratkilometer. Hovedbyen i pagasten er Zalve.